# Statut d'autonomie
Le statut d'autonomie (en espagnol : Estatuto de Autonomía) est la norme institutionnelle de base des communautés autonomes espagnoles.
Établi par la Constitution de 1978, le statut est fixé par une loi organique, qui requiert le vote favorable de la majorité absolue du Congrès des députés. Son élaboration requiert une procédure particulière. Il comprend au moins le nom du territoire, ses limites territoriales, la dénomination, l'organisation et les compétences des institutions autonomes.

« Dans le respect des termes de la présente Constitution, les statuts seront la norme institutionnelle de base de chaque communauté autonome et l'État les reconnaîtra et les protégera comme partie intégrante de son ordre juridique.  »

— Article 147, Constitution de 1978

## Régimes juridiques
Peuvent accéder à l'autonomie : 

« Les provinces limitrophes présentant des caractéristiques historiques, culturelles et économiques communes, les territoires insulaires et les provinces constituant une entité régionale historique pourront accéder à l'autogouvernement et se constituer en communautés autonomes »

— Article 143, Constitution de 1978

### Voie lente
Cet accès réduit et progressif à l'autonomie régionale est créé pour les territoires qui ne disposaient pas d'un statut d'autonomie en vigueur à l'époque de la Seconde République.
Il est régi par les articles 143, 146 et 148.
En vertu du premier, l'initiative du processus d'autonomie revient aux députations provinciales (ou, en cas d'archipel, à l'organe interinsulaire) concernées, ainsi qu'aux deux tiers des communes, dont la population représenté au moins la moitié des électeurs de chaque province ou île intéressée. Lorsqu'une commune, une députation ou un conseil interinsulaire a adopté une résolution favorable à l'ouverture du processus d'autonomie, les conditions précédemment énumérées doivent être réunies dans un délai de six mois. Les Cortes Generales, pour une raison dictée par l'intérêt national, peuvent suppléer à cette initiative par une loi organique. En cas d'échec de l'initiative, celle-ci ne pourra être reprise qu'au bout de cinq ans.
Le deuxième dispose que le projet de statut est rédigé par une assemblée réunissant des membres des députations provinciales, les députés et les sénateurs élus dans les provinces souhaitant former la future communauté. Une fois approuvé, il est transmis aux Cortes Generales et examiné comme une loi classique.
Le troisième établit la liste des compétences qui peuvent être exercées par les communautés, et dispose que cinq ans après leur accession à l'autonomie, elles pourront augmenter lesdites compétences dans les conditions fixées par l'article 149 (qui précise les compétences exclusives de l'État, les marges de manœuvre des communautés face à la loi étatique et définit le principe des compétences résiduelles).

### Voie rapide
Il s'agit d'une procédure spéciale, pensée pour spécifiquement pour les « nationalités historiques » : Catalogne, Galice et Pays basque. L'Andalousie, bien que dans une situation différente des trois premiers territoires, y a eu recours également.
Elle est régie par l'article 151.
Il dispose que le délai d'attente de cinq ans pour accroître les compétences régionales ne sera pas requis si l'initiative du processus d'autonomie est prise — en plus des députations ou organes interinsulaires — par au moins 75 % des communes de chacune des provinces intéressées, qui représentent au moins 50 % de chaque corps électoral provincial ; et que cette initiative est ensuite ratifiée par référendum, le oui devant remporter la majorité absolue des inscrits dans chaque province.
Dans ce cas, l'ensemble des députés et sénateurs élus dans le ressort territorial considéré est convoqué en assemblée pour élaborer un projet de statut, qui doit être adopté à la majorité absolue des parlementaires. Le projet est ensuite analysé par la commission constitutionnelle du Congrès, qui négocie un texte de consensus avec une délégation régionale. Cet accord est ensuite soumis à référendum et doit être adopté à la majorité absolue des suffrages exprimés dans chaque province. Le texte ainsi approuvé est renvoyé aux Cortes Generales, qui le ratifient par un vote avant sanction royale et promulgation.
Si la commission constitutionnelle et la délégation régionale ne parviennent pas à un accord, le texte issu de l'assemblée des parlementaires est remis aux Cortes comme projet de loi et suit le parcours législatif classique. La version adoptée est présentée à référendum territorial. S'il est adopté à la majorité des exprimés dans chaque province, il est sanctionné et promulgué.
La deuxième disposition transitoire prévoit toutefois une dérogation pour les territoires qui avaient approuvé par le passé un projet de statut d'autonomie par référendum et bénéficiaient, au moment de la promulgation de la Constitution, de régimes provisoires d'autonomie. Dans ce cas, l'initiative de déclenchement du processus d'autonomie n'est pas soumise à référendum et l'organe de gouvernement pré-autonome pourra convoquer de lui-même l'assemblée des parlementaires, après en avoir informé le gouvernement espagnol.

#### Le référendum andalou
L'Andalousie est donc la seule communauté à avoir soumis son initiative d'autonomisation, le 28 février 1980. Le seuil de 50 % des inscrits favorables au processus d'autonomie a été atteint dans toutes les provinces sauf celle d'Almería. Afin d'empêcher le blocage du projet, les Cortes ont contourné la Constitution par une loi organique votée dix mois plus tard, qui dispose que le lancement du processus sera ratifié si, dans le cas où le seuil de la majorité absolue des inscrits n'est pas atteint dans toutes les provinces, il l'est dans l'ensemble du corps électoral du ressort territorial considéré. Dans la mesure où 55,4 % des inscrits andalous avaient apporté un suffrage favorable, le processus s'est poursuivi.

### Voies particulières

#### Navarre
La Navarre constitue une particularité, puisque son statut d'autonomie est constitué par la loi organique de réintégration et d'amélioration du régime foral de Navarre du 10 août 1982 (Ley Orgánica de Reintegración y de Amejoramiento del Régimen Foral de Navarra), également connue comme LORAFNA ou Amejoramiento. Elle garantit à la Navarre le même niveau d'autonomie que les communautés autonomes visées à l'article 143 et s'inspire de la première disposition additionnelle de la Constitution, selon laquelle « La Constitution protège et respecte les droits historiques des territoires jouissant du for. La mise à jour générale de ce régime foral s'effectuera, le cas échéant, dans le cadre de la Constitution et des statuts d'autonomie. ».
Si la fédération de communautés autonomes est interdite par l'article 145, la quatrième disposition transitoire de la Constitution autorise le Parlement navarrais à demander le rattachement de la Navarre au Pays basque. Cette demande doit être ratifiée par référendum.

#### Création par les Cortes
Conformément à l’article 144, les Cortes Generales ont faculté par une loi organique — motivée par l'intérêt national — de permettre la création d'une communauté à partir d'une seule province qui ne constitue pas une entité régionale historique, ou d'un territoire qui n'entre pas dans l'organisation provinciale. Dans ces deux cas, les territoires ainsi créés accéderont à l'autonomie par la voie lente. Seule la communauté de Madrid a accédé à l'autonomie par ce biais, puisque les Asturies, la Cantabrie, la région de Murcie et La Rioja pouvaient arguer d'une identité historique et culturelle propre.

#### Ceuta et Melilla
La cinquième disposition transitoire permet aux villes de Ceuta et Melilla de se transformer en communautés autonomes, à deux conditions : que leurs conseils municipaux en décident ainsi à la majorité absolue de leurs membres, et que les Cortes Generales l'autorisent par le vote d'une loi organique spécifique.
L'accession à l'autonomie de ces deux villes espagnoles situées sur la côte marocaine n'intervient qu'en 1995, 17 ans après l'entrée en vigueur de la Constitution.

## Compétences

### Coordination
Les compétences non exclusives de l'État peuvent être assumées par les communautés autonomes, si leurs statuts en disposent ainsi. Tant que ce n'est pas le cas, elles restent assumées par le pouvoir étatique. Le droit de l'État prévaut sur celui des territoires tant qu'il n'empiète pas sur leurs compétences exclusives.

### Délégation
Les Cortes ont la faculté d'autoriser tout ou partie des communautés autonomes à adopter des lois dans un cadre général fixé par une loi étatique. Ces lois-cadres fixent les modalités du contrôle parlementaire national sur les législations régionales. Par la loi organique, l'État peut transférer ou déléguer aux territoires des compétences susceptibles, par leur nature propre, de transfert ou délégation. Enfin, le Parlement espagnol peut approuver des lois d'harmonisation des législations régionales, y compris dans leurs compétences exclusives, si l'intérêt général l'exige.
Les deux principales lois organiques de transfert sont la loi organique 11/1982 de transferts complémentaires aux Canaries (LOTRACA) et la loi organique 12/1982 de transfert à la Communauté valencienne de compétences d'État (LOTRAVA). Ces deux textes renvoient à des décrets la précision des compétences transférées. La LOTRAVA est abrogée en 1994.

### Conflits
Le Tribunal constitutionnel connaît des conflits de compétences entre l'État et les communautés autonomes, et entre ces dernières.
Il juge à la fois des conflits positifs — quand une communauté autonome croit que l'État ou une autre communauté autonome, ou que l'État croit qu'une communauté autonome a violé son domaine de compétences — et des conflits négatifs, quand l'État puis une communauté autonome rejettent chacun l'exercice d'une compétence.
Les recours en cas de conflit positif sont introduits par le gouvernement de l'État ou l'organe exécutif de la communauté autonome. En cas de conflit négatif, le recours sera interjeté par toute personne physique ou morale.

## Révision statutaire
L'article 147 de la Constitution renvoie aux statuts eux-mêmes les conditions de leur réforme. La seule contrainte imposée est que celle-ci soit ratifiée par les Cortes Generales sous forme de loi organique.

## Liste
- Par ordre de promulgation de la première version.

| Communauté             | Première version | Première version | Seconde version   | Seconde version |
| ---------------------- | ---------------- | ---------------- | ----------------- | --------------- |
| Pays basque            | 22 décembre 1979 | LO 3/1979        | N/A               | N/A             |
| Catalogne              | 22 décembre 1979 | LO 4/1979        | 11 avril 2006     | LO 1/2006       |
| Galice                 | 28 avril 1981    | LO 1/1981        | N/A               | N/A             |
| Andalousie             | 11 janvier 1982  | LO 6/1981        | 20 mars 2007      | LO 2/2007       |
| Asturies               | 11 janvier 1982  | LO 7/1981        | N/A               | N/A             |
| Cantabrie              | 11 janvier 1982  | LO 8/1981        | N/A               | N/A             |
| La Rioja               | 19 juin 1982     | LO 3/1982        | N/A               | N/A             |
| Région de Murcie       | 19 juin 1982     | LO 4/1982        | N/A               | N/A             |
| Communauté valencienne | 10 juillet 1982  | LO 5/1982        | N/A               | N/A             |
| Aragon                 | 16 août 1982     | LO 8/1982        | 23 avril 2007     | LO 5/2007       |
| Castille-La Manche     | 16 août 1982     | LO 9/1982        | N/A               | N/A             |
| Îles Canaries          | 16 août 1982     | LO 10/1982       | 6 novembre 2018   | LO 1/2018       |
| Navarre                | 16 août 1982     | LO 13/1982       | N/A               | N/A             |
| Estrémadure            | 26 février 1983  | LO 1/1983        | 29 janvier 2011   | LO 1/2011       |
| Îles Baléares          | 1er mars 1983    | LO 2/1983        | 1er mars 2007     | LO 1/2007       |
| Communauté de Madrid   | 1er mars 1983    | LO 3/1983        | N/A               | N/A             |
| Castille-et-León       | 2 mars 1983      | LO 4/1983        | 1er décembre 2007 | LO 14/2007      |
| Ceuta                  | 14 mars 1995     | LO 1/1995        | N/A               | N/A             |
| Melilla                | 14 mars 1995     | LO 2/1995        | N/A               | N/A             |